# グランツーリスモ (PSP)
『グランツーリスモ』（GRAN TURISMO ）は、2009年10月1日にソニー・コンピュータエンタテインメントから発売されたPlayStation Portable (PSP) 用のドライビングシミュレーター。ポリフォニー・デジタルが企画・開発しているリアルシミュレーションレースゲームソフト、グランツーリスモシリーズのひとつ。キャッチコピーは「クルマを愛するすべての人へ」。

## 概要
PSP用のグランツーリスモはハード発売前の2004年10月時点で発表されており、当初は『グランツーリスモ4モバイル』の仮称で2005年春に発売予定だった。その後長期間表立った進展がなく、ポリフォニー・デジタルの山内一典はPlayStation 3用の『グランツーリスモ5』の開発を優先すると発言していたが、2009年6月のElectronic Entertainment Expo（E3）にてサプライズ的に発表された。携帯機の性能の制約により、内容はナンバリングタイトルと比較してグラフィックも含めて縮小されている。
本作はPlayStationで発売された同名タイトルのシリーズ第一作の移植・リメイクではなく、PSPオリジナル作品である。800種類も車種が収録されている（車のグレード・年式違い含む）のと35コース70レイアウトを収録している。2010年11月発売の『グランツーリスモ5』は本作とガレージなどが連動出来る。
なお初回生産限定で、「コルベットZR1スペシャルカラーモデル（ホワイト）」がダウンロードできるプロダクトコードが同梱。また特定の店舗で予約をすると、初回生産限定特典とは別に特別カラーの車をダウンロードできるプロダクトコードも同梱された。
当初2009年10月8日発売予定だったが、2009年10月1日に繰り上げて変更された。また数量限定でPSP-3000のGran Turismo Editionと本作UMDとアクセサリー類をセットにしたグランツーリスモ RACING PACK（PSPJ-30005） も発売。
日本では「GT＞Real」と題する広告キャンペーンが発売当時に展開された（特設サイトは終了している）。

## 新要素

### ミッションにチャレンジ
本作品にて、ドライビングのスキルアップができるモード。さまざまなミッションに挑戦し、ドライビングスキルやレーステクニックを身につけることができる。基本操作を習得できるミッションから高度なオーバーテイクまで、初めてグランツーリスモに触れる人はもちろん、コアなプレイヤーにも楽しめるようになっている。ミッションは、テーマごとに6つの構成があり、成績に応じて金、銀、銅のプライズとCr.(賞金)が与えられる。

### ひとりで走る
本作品のメインモード。一人で走る。CPUが操る3台のクルマとレースを楽しめるシングルレース、1台でコースを走行してラップタイム短縮を目指すタイムトライアルに加え、グランツーリスモ5プロローグで好評だった、ドリフトテクニックを競うドリフトトライアルがある。シングルモードではレースの成績や距離とライバルカーの強さに応じて賞金が貰える仕様となっており、ライバルカーを自車と同じクルマに設定できるワンメイクオプションが追加された。これらの要素は後のグランツーリスモSPORTでも存在する。加えて、ドリフトトライアルでは、採点区間があらかじめ決められているセクターモードのほか、コース全周で採点するフルコースモードも搭載している。今作は賞金単価がドリフトポイント1ポイント毎に200Cr.手に入る仕様となっており、後のグランツーリスモSPORTでも賞金単価が大幅に減るも賞金と経験値が手に入る仕様となっている。

### アドホックモード
PSPのアドホックモードを介して最大4人で、さまざまなレースやクルマのシェア＆トレードが楽しめるモード。用意されているレースは3種類で、ドライビングテクニックで勝負が決まるレースのスタンダードレース、プレイヤーの実力差をスタートを遅らせることで補うパーティーレース、プレイヤーの実力差をクルマの性能差で補うシャッフルレースがある。またクルマのシェア＆トレードではお互いのクルマを共有してクルマの数を増やしていくシェアと、一部シェアできないクルマを交換するトレードがある。前者のシェアでは手持ちのクルマは無くならず、お互いのクルマの不足分を補いあう形になるが、後者のトレードでは交換するため手持ちのクルマが交換相手の用意した車に変わる。尚、各車種ごとにシェア・トレードのどちらかができるように設定されている。ゲームを効率良く進めていくことにはシェアは必須となる要素であり、シェア無しでクルマを集めることは困難を伴う。

### ユーザーBGM
ゲームを進めることにより、PSP本体のメモリースティック内に保存されているMP3ファイルをプレイ時に演奏させられる機能が追加される。演奏する順番はフォルダ内からランダムではあるが、対象フォルダが2箇所あるため、2つのプレイリストから選択するような形を取ることができる。

## 備考
- 本作に収録されているコースや車は、グランツーリスモ4及びツーリスト・トロフィーの素材をベースにしている。[8]。
- 本作はセーブデータを作成したPSP本体を判別し、他の本体では一切読み出せない仕様となっている。本体の買い換えはもちろんであるが、修理の内容によってもデータが引き継げなくなることがあるので注意が必要である[9]。
- グランツーリスモ5プロローグ（ダウンロード版は現在配信終了）と異なり、本作はUMD版もダウンロード版も"UCJS 10100"という同一のIDが割り当てられている。このため、セーブデータには互換性があり、本体を変えなければどちらの版であっても読み出すことができる。また、初回生産、予約特典のプロダクトコードはUMD版にしか付属しないが、コード入力で得られるキーファイル自体は、ダウンロード版でも使用することができる（ただし、キーファイルの入るフォルダはダウンロード版の本体も使用する関係上、UMD版ではキーファイル用フォルダのアイコンや説明だった部分が、ダウンロード版ではゲーム本体のアイコンや説明に変わる）。
- UMD版はメモリースティックへのデータインストール機能を利用することで動作の高速化を図ることができる。しかし容量を多く消費するのでインストールするメモリースティックの容量に下限がある（インストール後も起動にUMDは必要）。同一の内容であるためダウンロード版にもこの項目はあるが、既にメモリースティック上にデータがあるため無駄であり、かえって遅くなる[10]。
- 初回生産、予約特典用プロダクトコードを2009年10月1日1時30分までに入力した場合に正常にデータがダウンロードできない、または誤ったデータがダウンロードされるという現象が発生した。誤って配信されたデータは「グランツーリスモ仮」というものであった。現在は修正されている[11]。

## 登場メーカー
公式サイトの 収録車種一覧 を参照。
| - ACカーズ - ASL - BMW - FPV - HKS - MINI - NISMO - RE雨宮 - RUF - TVR - アウディ - アキュラ - アミューズ - アルピーヌ - アルファロメオ - イーグル - いすゞ自動車 - インフィニティ - オペラパフォーマンス - オペル - キャデラック - キャラウェイ - ギレ - クライスラー - サイオン | - サリーン - シェルビー - ジェンセン・モーターズ - シトロエン - ジネッタ - シボレー - ジャガー - シャパラル・カーズ - スズキ - スパイカー・カーズ - スバル - スプーン - セアト - ダイハツ工業 - ダッジ - チゼータ - デロリアン・モーター・カンパニー - 童夢 - トミーカイラ - トムス - トヨタ自動車 - トライアル - トライアンフ - 日産自動車 - パガーニ・アウトモビリ - パノス - ビュイック | - ヒュンダイ - フィアット - フェラーリ - フォード・モーター - フォルクスワーゲン - ブガッティ - プジョー - ブリッツ - プロト自動車 - ペスカローロ - ベントレー - プリマス - ボクスホール - ホメル - ボルボ・カーズ - 本田技研工業 - ポンティアック - マツダ - マーキュリー - マインズ - 三菱自動車工業 - メルセデス・ベンツ - ランチア - ランドローバー - ランボルギーニ - リスター - レクサス - ロータス - ルノー |

## 特典車両
特定の店舗などで予約購入すると『特典』という形で付属される。それに記されているプロダクトコードをPlayStation Storeで入力すると2009年12月末までダウンロードが可能だった。

### 初回生産分特典
- シボレー コルベット ZR1 スペシャルカラーモデル（ホワイト）

### 店舗別予約特典
- フェラーリ エンツォフェラーリスペシャルカラーモデル（イエロー）―ゲオ
- 日産 GT-R スペック V スペシャルカラーモデル（メタリックブルー）―ローソン
- ランボルギーニ カウンタック LP400 スペシャルカラーモデル（オレンジ）―Amazon.co.jp
- ブガッティ ヴェイロン 16.4 スペシャルカラーモデル（ブラック）―古本市場
- シトロエン GT by シトロエン スペシャルカラーモデル（イエロー）―TSUTAYA、WonderGOO
- メルセデス・ベンツ SLRマクラーレン スペシャルカラーモデル（レッド）―ヨドバシカメラ

### 使用上の注意
これらの車種は、あらかじめメモリースティックにデータを書き込んでおくことで使用できる。PS3またはPCでダウンロードした場合はメモリースティックに転送する必要がある。これらの車種データがメモリースティック上に存在しない場合の使用はできない。

## 登場コース（五十音順）
※のコースは、順走・逆走が選択できない。

### リアルサーキット
9コース16レイアウト
- インフィニオン・レースウェイ　スポーツカーコース ※
- サルト・サーキット2005 ※　グランツーリスモ4では、サルト・サーキット1
  - サルト・サーキットOld ※　グランツーリスモ4では、サルト・サーキット2
- 鈴鹿サーキット ※
  - 鈴鹿サーキット・東コース ※
  - 鈴鹿サーキット・西コース ※
- ツインリンクもてぎ　ロードコース ※
  - ツインリンクもてぎ　東ショートコース ※
  - ツインリンクもてぎ　西ショートコース ※
  - ツインリンクもてぎ　スーパースピードウェイ ※
- 筑波サーキット[8] ※
- ニュルブルクリンク 北コース ※
- 富士スピードウェイF ※　グランツーリスモ4では、富士スピードウェイ2005F
  - 富士スピードウェイ90's ※
- ラグナセカ・レースウェイ ※
- リカルド・トルモ・バレンシア・サーキット ※
ツーリスト・トロフィーから収録のコース

### シティーコース
8コース
- アマルフィサーキット[12]
地中海に面した小さな港町、アマルフィを舞台にした高低差の激しいテクニカルコース。きれいな眺めとは裏腹にきついカーブが続き、ジャンピングスポットもある。Costa di Amalfi（コスタ・ディ・アマルフィ）とも。
全長は4019.8m、高低差は138.0m、コーナー数は24、最大ストレート距離は194mある。
- イタリア市街地コース[12]
イタリアの田舎町、アッシジ（アッシジ）を舞台とした市街地コースで、道幅が大変狭く、登り坂の勾配がきつい難コースとなっている。Citta di aria（チッタ・ディ・アリア=空中都市）とも。
- オペラ・パリコース
オペラ・パリコースの衛星写真（Wikimapiaより）
- コート・ダジュール ※
F1モナコGPの舞台、モンテカルロ市街地コース。
- シアトル・サーキット
シアトル・サーキットの衛星写真（Wikimapiaより）
- ソウル市街地コース
ソウル市街地コースの衛星写真（Wikimapiaより）
2008年2月、放火により焼失し、2013年5月に再建された南大門をヘアピンとする超高速ステージ
- 東京・ルート246
東京・ルート246の衛星写真（Wikimapiaより）
- ニューヨーク市街地コース 
ニューヨーク市街地コースの衛星写真（Wikimapiaより）
7番街、タイムズスクエアを通過する高速コース

### オリジナルコース
11コース13レイアウト
- アプリコットヒル・レースウェイ
- エルキャピタン
- オータムリンク
  - オータムリンク・ミニ
- グランバレー・スピードウェイ 
  - グランバレー・イーストセクション
- ディープフォレスト・レースウェイ
- テスト・コース※
- トライアルマウンテン・サーキット
- ハイスピードリンク
- ビギナー・コース
- ミッドフィールド・レースウェイ
- モーターランド　グランツーリスモ4ではモータースポーツランドⅡ

### スノー・ダートコース
5コース8レイアウト
- アイス・アリーナ（スノー）
- カテドラルロックス・トレイル I（ダート）
  - カテドラルロックス・トレイル II（ダート）
  - カテドラルロックス・トレイル III（ダート）

トレイルIIIは今回追加された新コース
- グランドキャニオン（ダート）[12]
- シャモニー（スノー）
- スイスアルプス（ダート）
- タヒチ・メイズ（ダート）

## サウンド

### 収録曲
2009年11月25日に発売されたサウンドトラック「グランツーリスモ オリジナル・サウンドコレクション」には、以下の曲が収録されている。
- Moon Over The Castle (2009 Remix Version)
- City
- rainbow 3000.
- close my eyes,eyes,eyes.
- Be lost in a Maze.
- Adrenalin Navigation
- Windy
- The Dubless in Tokyo.
- One Blue Spaceshore.
- Summer Searching
- stepping inside with outside.
- Playing in 4D.
- Under the Huge Misting Tower.
- over the horizon
- ADDICTED TO THE 303
- Walking throw Zero-Gravity Lounge.
- Yummy Trip
- colorful monochrome
- Moz
- planet tension
- Be My Baby
- Moon Over The Castle (Orchestra Version)